# Rhinoceros 3D
Rhinoceros 3D (também conhecido como Rhino ou Rhino3D) é um software proprietário de modelagem tridimensional baseado na tecnologia NURBS. Porém também pode trabalhar com Meshes (malha poligonal)Desenvolvido pela Robert McNeel & Associates para o sistema operacional Windows  e MAC. O programa nasceu como um plug-in para o AutoCAD, da Autodesk., por isso herda uma série de similitudes com a interface gráfica e barra de comandos. Posteriormente, mais desenvolvido, o projeto se tornou um aplicativo independente. É usualmente utilizado em diversos ramos de design, em arquitetura, engenharia naval, engenharia mecânica, joalheria, calçado, paisagismo, etc.

## Extensão
Os arquivos (ou ficheiro) gerados pelo Rhino3D possuem a extensão .3dm.

## Popularidade
O Rhino3D tem se tornado um software cada vez mais popular entre muitas empresas de design e tecnologia devido à sua multiplicidade de operações, excelente integração com outros programas e, principalmente, à sua relação custo-benefício.
Em contraponto aos seus valores de compra e manutenção relativamente baixos se comparados a outros softwares proprietários de CAD, o Rhinoceros é certamente um dos programas que apresenta a maior diversidade de funcionalidades e comandos. Por este motivo tem sido a escolha de micro e pequenas empresas de diversos ramos de atividade, como fabricantes de produtos de consumo, de calçados, escritórios de arquitetura (neste cas o plugin VisualArq), matrizarias, joalherias (neste caso, mais especificamente, o Panther3D), calçados, paisagismo (LandsDesign) entre outros.
Apesar disso, sua presença também pode ser percebida em grandes corporações. Entre seus usuários estão, por exemplo: adidas-Group, Nike, Bombardier, Tiffany&Co, Boeing, LEGO, Motorola, Pininfarina, Philips Design, Volkswagen, Porsche, Whirlpool Corp. e Yamaha Motors. Além disso, uma série de instituições de ensino no mundo todo possuem licenças educacionais de Rhino em seus cursos.
Um dos aspectos mais interessantes do programa, e também um fator adicional para o aumento de sua popularidade, é a vasta gama de opções de importação e exportação de que dispõe. A grande quantidade de formatos disponíveis permite que o Rhino atue como um "conversor", preenchendo lacunas entre diferentes softwares utilizados no processo de desenvolvimento de um projeto. Além disso, apresenta um eficiente conjunto de ferramentas para reparo de arquivos de outras extensões, principalmente IGES.

## Usabilidade
Um de seus principais atrativos é a interface operacional. Bastante intuitiva e de fácil assimilação, é co-responsável pela rápida curva de aprendizado do software, principalmente se comparado ao AutoCAD e ao Blender. Apesar da presença de uma tradicional linha de comando, faz-se grande uso do mouse: cliques com o botão direito retomam o último comando ou acessam um menu com as operações mais freqüentes. A roda facilita o zoom e permite acesso a um menu popup se clicada.
O Rhinoceros é também amplamente configurável, permitindo ao usuário que edite suas pré-definições como melhor lhe convier. Isto inclui o ambiente de trabalho, barra de ferramentas, atalhos do teclado, botões do mouse, entre outros.

## Superfícies
Baseado principalmente na tecnologia NURBS, embora também execute algumas operações com meshes, modela elementos sólidos com a maleabilidade da construção por superfícies e permite a prototipagem e o escaneamento de modelos tridimensionais. As superfícies virtuais têm sido analisadas e divididas em 4 categorias: 1. G0, que representa a interseção entre dois planos (posição); G1, que é obtida por tangência; G2, G3 e G4, que são superfícies que levam em conta a continuidade geral da forma e não apenas o resultado das interseções. As continuidades perfeitas também são conhecidas como superfícies Classe A. O Rhinoceros produz superfícies Classe A mas, até a versão 4.0 SR9, só é capaz de analisar as continuidades dos tipos G0, G1 e G2. Determinados setores da indústria que necessitam de superfícies tão especializadas, utilizam-se do software Icem Surf para a finalização da modelagem.  

## Plugins

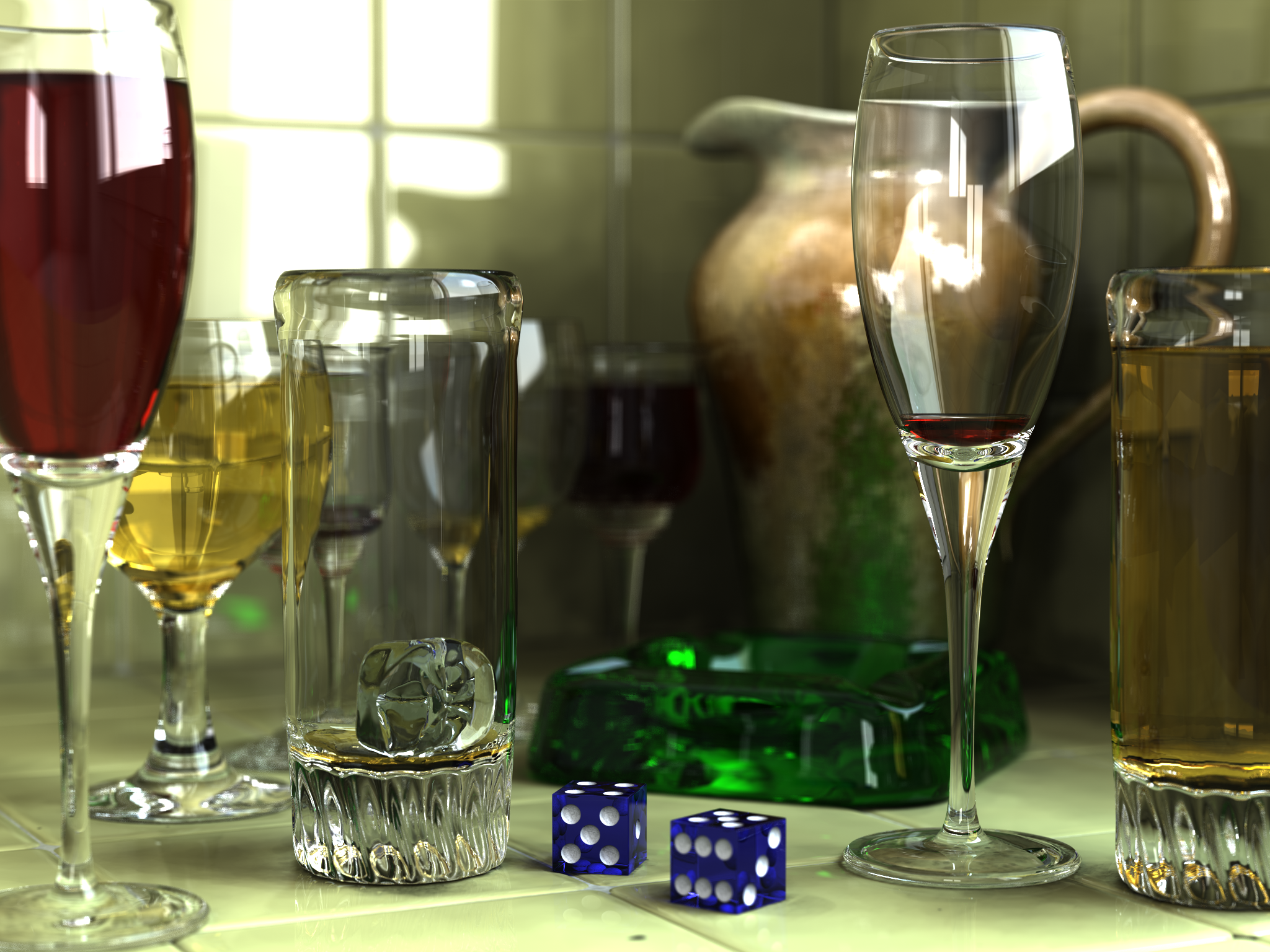
Todos os elementos da cena foram modelados no Rhinoceros 3D, exceto os dados.

Existe uma infinidade de aplicativos adicionais ao Rhino, os chamados plug-ins. Alguns já vem embutidos no software, outros são desenvolvidos por empresas parceiras e existem ainda vários distribuídos gratuitamente, elaborados pelos próprios usuários e programadores. Entre os principais estão:
- RhinoScript: plug-in que implementa o uso de Windows Script através da linguagem Visual Basic (VB);
- Flamingo: renderizador foto-realista[4];
- Penguim: renderizador no estilo sketch/cartoon, também disponível para AutoCAD;
- Bongo: plug-in para animações;
- Brazil: renderizador foto-realista;
- V-Ray: renderizador foto-realista;
- Rhinophoto: captura de objetos tridimensionais.

## Suporte
Parte da estratégia de relacionamento da Robert McNeel & Associates está na agilidade de suporte técnico e no estímulo à constante troca de informações entre usuários e desenvolvedores do Rhinoceros através dos Grupos de Notícias (newsgroups) e do McNeel Wiki. Este último, como todas iniciativas do tipo, é editável pelos próprios frequentadores. Desde o início de sua trajetória, quando era distribuído como uma versão Beta disponível gratuitamente, o software tem alimentado uma grande comunidade de usuários, cujas contribuições tem sido essenciais no seu aprimoramento. Versões WIP (Work-In-Progress, ou Trabalho-Em-Progresso) e Beta são disponibilizadas para clientes durante todo o processo de desenvolvimento do software, num processo colaborativo aberto.

## Nova versão
A versão 5.0 está sendo preparada e atualmente está na fase 1. 
- Fase 0: Rhino 4.0 Service Releases and Labs Projects - Ongoing
- Fase 1: Rhino 5.0 Work-in-Progress - (pelo menos 6 meses) - Download
- Fase 2: Rhino 5.0 Beta - (pelo menos 6 meses)
- Fase 3: Rhino 5.0 Final - Versão projetada para o próximo ano

Protótipo modelado em Rhinoceros e renderizado com Flamingo.